# Tesfay Felfele
Tesfay Felfele Yohannes, né en 1986, est un coureur de fond érythréen. Il a remporté la médaille d'argent au Trophée mondial de course en montagne 2007.

## Biographie
Enfant, il se rend à l'école à pied en courant. Cette habitude lui permet de courir son premier marathon à 14 ans. Deux ans plus tard, il intègre l'équipe nationale de cross-country et sort pour la première fois de son pays pour participer aux compétitions internationales.
En 2006, il se rend en Turquie à Bursa avec l'équipe junior pour le Trophée mondial de course en montagne. Les organisateurs lui indiquent qu'il doit courir avec les seniors, étant dans sa 20e année. Il ne se décourage pas et remporte avec brio la médaille de bronze. Avec ses compatriotes, il remporte également la médaille d'or par équipes, faisant de l'Éyrthrée le premier pays à battre l'Italie depuis 1985,.
Il remporte la médaille d'argent derrière Marco De Gasperi au Trophée mondial de course en montagne 2007 à Ovronnaz. Profitant de se trouver en Suisse, il demande l'asile et ne rentre pas en Érythrée. Il reste en Suisse et démontre ses bonnes performances en remportant en 2008 les courses Thyon-Dixence et les 10 km du marathon de Lausanne.
En 2011, il connaît une excellente saison. Il bat ses records personnels et enchaîne les compétitions. Le 2 octobre, il termine troisième de Morat-Fribourg en 54 min 22 s. et au printemps 2012, il est victime d'une fracture de fatigue. Son médecin lui annonce qu'il doit être opéré et qu'il doit recevoir une prothèse. Il prend alors une pause de 2 ans pour se soigner. Il reçoit du soutien de la part de Pierre Morath qui l'engage dans son magasin de sport. Il profite de cette pause forcée pour suivre une formation de masseur. En parallèle, il coache les sportifs requérants d'asile comme lui,.
Il effectue son retour à la compétition en 2014 et retrouve les podiums quelque temps après. Il termine deuxième du semi-marathon de Genève en 2016.
En août 2019, il prend part à l'Engadiner Sommerlauf. Le samedi 17, il court son premier kilomètre vertical et bat le record du parcours. Le dimanche il court la Sommerlauf et termine deuxième derrière Benjamin Choquert.

## Palmarès

### Course en montagne
| no  | masculin           | Course                                | Longueur | Départ            | Temps           |
| --- | ------------------ | ------------------------------------- | -------- | ----------------- | --------------- |
| 3e  | Médaille de bronze | Trophée mondial de course en montagne | 12 km    | 10 septembre 2006 | 56 min 39 s     |
| 2e  | Médaille d'argent  | Trophée mondial de course en montagne | 12,3 km  | 15 septembre 2007 | 52 min 19 s     |
| 3e  | Médaille de bronze | Course Montreux-Les-Rochers-de-Naye   | 18,8 km  | 29 juin 2008      | 1 h 33 min 38 s |
| 1re | Médaille d'or      | Thyon-Dixence                         | 16,35 km | 3 août 2008       | 1 h 11 min 9 s  |
| 3e  | Médaille de bronze | Course du Cervin                      | 12,5 km  | 24 août 2008      | 57 min 40 s     |
| 1re | Médaille d'or      | Course du Cervin                      | 12,5 km  | 21 août 2011      | 58 min 51 s     |
| 1re | Médaille d'or      | Engadiner Vertical Sommerlauf         | 5,5 km   | 17 août 2019      | 45 min 17 s     |

### Route
| Année | Compétition                   | Lieu     | Place | Épreuve          | Temps           |
| ----- | ----------------------------- | -------- | ----- | ---------------- | --------------- |
| 2008  | A Travers Carouge             | Carouge  | 3e    | 10 kilomètres    | 29 min 39 s     |
| 2008  | 10 km du Marathon de Lausanne | Lausanne | 1er   | 10 kilomètres    | 29 min 11 s     |
| 2010  | 10 km du Marathon de Lausanne | Lausanne | 1er   | 10 kilomètres    | 30 min 3 s      |
| 2011  | Course de Chiètres            | Chiètres | 1er   | 5 kilomètres     | 15 min 5 s      |
| 2011  | Morat-Fribourg                | Fribourg | 2e    | Course populaire | 54 min 22 s     |
| 2011  | 10 km du Marathon de Lausanne | Lausanne | 1er   | 10 kilomètres    | 29 min 58 s     |
| 2011  | Corrida bulloise              | Bulle    | 2e    | Course populaire | 23 min 30 s     |
| 2011  | Course urbaine de Bâle        | Bâle     | 3e    | 10 kilomètres    | 29 min 9 s      |
| 2012  | Course de Chiètres            | Chiètres | 1er   | 5 kilomètres     | 15 min 24 s     |
| 2012  | Semi-marathon de Genève       | Genève   | 3e    | Semi-marathon    | 1 h 8 min 11 s  |
| 2016  | Semi-marathon de Genève       | Genève   | 2e    | Semi-marathon    | 1 h 6 min 46 s  |
| 2016  | Switzerland light             | Sarnen   | 1er   | 10 kilomètres    | 32 min 1 s      |
| 2017  | Morat-Fribourg                | Fribourg | 6e    | Course populaire | 56 min 16 s     |
| 2019  | 10 km de Lausanne             | Lausanne | 2e    | 10 kilomètres    | 30 min 35 s     |
| 2019  | Semi-marathon du Lac Majeur   | Verbania | 5e    | Semi-marathon    | 1 h 5 min 55 s  |
| 2019  | Engadiner Sommerlauf          | Sils     | 2e    | 25 kilomètres    | 1 h 21 min 25 s |
| 2019  | 10 km du Marathon de Lausanne | Lausanne | 1er   | 10 kilomètres    | 29 min 1 s      |

## Records
| Épreuve       | Performance     | Date              | Lieu     |
| ------------- | --------------- | ----------------- | -------- |
| 1 500 mètres  | 3 min 50 s 66   | 31 mai 2008       | Genève   |
| 3 000 mètres  | 8 min 11 s 51   | 21 juin 2011      | Lucerne  |
| 5 kilomètres  | 15 min 5 s      | 19 mars 2011      | Chiètres |
| 10 kilomètres | 29 min 9 s      | 26 novembre 2011  | Bâle     |
| 10 miles      | 50 min 25 s     | 14 mai 2011       | Berne    |
| 20 kilomètres | 1 h 5 min 50 s  | 30 avril 2011     | Lausanne |
| Semi-marathon | 1 h 3 min 46 s  | 21 mars 2021      | Dresde   |
| Marathon      | 2 h 13 min 51 s | 29 septembre 2019 | Berlin   |